# Kaela Kimura
Kaela Kimura (木村 カエラ, Kimura Kaera) nome artístico de Rie Kaela Kimura (木村 カエラ りえ, Kimura Kaera Rie) (Adachi, 24 de outubro de 1984) é uma cantora, compositora, modelo e apresentadora de televisão japonesa.

## Discografia

### Singles
1. [2004/06/23] Level 42
2. [2004/10/27] happiness!!!
3. [2005/03/30] Real Life Real Heart リルラ リルハ
4. [2005/10/05] BEAT
5. [2006/01/18] You
6. [2006/06/28] Magic Music
7. [2006/09/06] TREE CLIMBERS
8. [2007/01/17] Snowdome
9. [2007/07/18] Samantha
10. [2007/10/24] Yellow
11. [2008/02/06] Jasper
12. [2008/09/10] Moustache マスタッシュ／memories(original version)
13. [2009/01/28] Doko どこ
14. [2009/05/08] BANZAI【初回限定盤】
15. [2010/06/09] Ring a Ding Dong
16. [2010/12/08] A winter fairy is melting a snowman
17. [2011/08/03] Kidoairaku plus ai 喜怒哀楽 plus 愛
18. [2012/05/16] Mamireru マミレル
19. [2012/10/24] Sun Shower
20. [2014/07/09] Ole! Oh!
21. [2014/10/22] Today Is A New Day

- [2010/08/04] deep beep

### Álbuns
1. [2004/12/08] KAELA
2. [2006/03/08] Circle
3. [2007/02/07] Scratch
4. [2008/04/02] +1【通常盤】
5. [2009/06/24] HOCUS POCUS【通常盤】
6. [2011/10/12] 8EIGHT8
7. [2012/12/19] Sync
8. [2013/11/13] Rock
9. [2014/12/17] MIETA

- [2006/05/24] アテンションプリーズ・サウンドトラック-OH PRETTY WOMAN-

### Álbum de compilação
1. [2010/02/03] 5years【通常盤】
2. [2014/06/25] 10years